# Les Conducteurs du diable
Pour les articles homonymes, voir Red Ball Express (homonymie).
Les Conducteurs du diable (Red Ball Express) est un film américain de Budd Boetticher, sorti en 1952.

## Synopsis
Ce film s'inspire de l'histoire du vrai « Red Ball Express. »

## Fiche technique
- Titre original : Red Ball Express
- Titre français : Les Conducteurs du diable
- Réalisation : Budd Boetticher
- Scénario : John Michael Hayes
- Direction artistique : Bernard Herzbrun, Richard H. Riedel
- Décors : Russell A. Gausman, Oliver Emert
- Photographie : Maury Gertsman
- Son : Leslie I. Carey, Joe Lapis
- Montage : Edward Curtiss
- Production : Aaron Rosenberg
- Production associée : John W. Rogers
- Société de production : Universal International Pictures
- Société de distribution : Universal Pictures
- Pays de production :  États-Unis
- Langue originale : anglais
- Format : Noir et blanc — 35 mm — 1,37:1 — son Mono (Western Electric Recording)
- Genre : Film de guerre
- Durée : 83 minutes
- Dates de sortie : 
  - États-Unis : 24 mai 1952 (Los Angeles)
  - France : 16 janvier 1953

## Distribution
- Jeff Chandler (VF : René Arrieu) : Lieutenant "Chick" Campbell
- Alex Nicol (VF : Marc Cassot) : Sergent "Red" Kallek
- Charles Drake (VF : Michel Gudin) : Soldat Ronald Partridge
- Judith Braun (VF : Jacqueline Ferrière) : Joyce McClellan
- Sidney Poitier (VF : Bachir Touré) : Caporal Andrew Robertson
- Jacqueline Duval (VF : Gilberte Aubry) : Antoinette Dubois
- Bubber Johnson : Soldat Taffy Smith
- Robert Davis : Soldat Dave McCord
- Hugh O'Brian (VF : Roger Rudel) : Soldat Wilson
- Frank Chase : Soldat Higgins
- Cindy Garner : Kitty Walsh
- Palmer Lee (VF : Claude Bertrand) : Lieutenant tankiste
- John Hudson (VF : Roland Ménard) : Sergent tankiste
- Jack Kelly (VF : Jacques Thébault) : Soldat John Jeyman
- Howard Petrie (VF : Claude Péran) : Général Gordon
- Yola d'Avril : Serveuse du bar